# Mary Sue
Mary Sue es un apodo dado a un personaje ficticio tan perfectamente competente que parece inverosímil, incluso en el contexto de un argumento ficticio. Frecuentemente, Mary Sue se identifica con una versión altamente idealizada del alter ego del autor o del lector. Normalmente es un personaje prácticamente sin defectos, cuyos aspectos positivos superan todo su rol en la historia y lo vuelve unidimensional. Generalmente es una persona joven de bajo rango, que soluciona una situación complicada mediante habilidades inverosímiles.
Marty Stu o Gary Stu es la denominación usual dentro de la comunidad de la fanficción para los roles masculinos, pero Mary Sue se aplicaría a personajes femeninos y masculinos por una cuestión de uso, popularidad e historia, mientras el resto de denominaciones se centrarían dentro del argot de la comunidad del fanfiction.

## Origen
El término Mary Sue fue tomado de un personaje creado por Paula Smith en 1973 para su historia satírica "A Trekkie's Tale", publicada en su fanzine Menagerie #2. El personaje en cuestión era la teniente Mary Sue ("La teniente más joven de la flota. Sólo quince años y medio"), una chica idealizada e irrealista. A través de ella, Smith parodiaba los fanfiction de Star Trek, siempre escritos por adolescentes que fantaseaban con aparecer en la ficción de la serie; en sus relatos, un personaje original que obviamente les representaba a ellos tenía interacciones románticas con personajes de la historia original a pesar de la diferencia de edad, siendo en otras versiones parientes de estos personajes o sus aprendices.
Hoy en día, el concepto de la Mary Sue tiene connotaciones de escapismo, y es comúnmente asociado con la autoinserción, que es un concepto totalmente diferente: en él, el autor aparece representado en la historia como él mismo y sin ningún intento de enmascaramiento. Las implicaciones negativas de la Mary Sue vienen de su tono escapista: a ojos de los lectores, tales personajes están pobremente desarrollados, demasiado perfectos y sin el realismo suficiente para resultar interesante a alguien más que al autor. Por todo ello, la identificación de un Mary Sue en una historia original suele denotar poca habilidad literaria, aunque es típico de encontrar en trabajos de autores jóvenes o sin experiencia suficiente.

## Rasgos comunes
Los Mary Sue suelen presentar un conjunto muy definido de rasgos.
- El personaje es notablemente joven, siendo por lo general una adolescente.
- La Mary Sue tiene una personalidad generalmente poco definida.
- Los personajes que están en contra de Mary Sue, independientemente de su alineación, lo están sólo para ser así definidos como antagonistas.
- Mary Sue varias veces puede poseer un poder (sobrenatural, mágico o de otros tipos) extraordinario o claramente superior al del resto de los personajes. Con motivo de esto, o sin ningún motivo en absoluto, se le dará un trato preferente o especial dentro del universo de la historia.
- Mary Sue tiene algún tipo de talento llamativo, como habilidad con algún instrumento musical o similar, y sabe ejecutarlo con la mayor maestría que el resto de los personajes independientemente de cuánto esfuerzo le hubiesen dedicado.
- Del mismo modo, la Mary Sue no tiene demasiados defectos, físico o de carácter, y si los tiene no serán apreciados como tales por los otros personajes y la harán resaltar.
- A veces, aunque no siempre, Mary Sue tiene un color de ojos inusual.
- Varias veces, uno o más personajes se enamorarán de Mary Sue y el favorito del autor terminará con ella. Así mismo, el argumento tomará giros forzados o poco realistas con tal de cumplir el romance; un ejemplo es que si el personaje ya se encuentra románticamente vinculado a otro, él mismo preferirá a la Mary Sue por iniciativa propia o por el rechazo (casi siempre poco justificado) de su compañero. Esto es especialmente común en los fanfictions con el personaje del canon favorito del autor.
- Mary Sue tiene un pasado trágico, que puede ser similar al de alguno de los protagonistas (si ella no es uno de ellos) o incluso peor, y que le hará ganarse la simpatía de los demás a veces de forma gratuita.
- En fanfictions, se acabará revelando que este personaje está emparentado con alguno de los personajes de la historia original.
- También en fanfictions, los personajes de la historia original sufrirán cambios llamativos en la personalidad de manera que se adapten a un argumento que favorezca el relato y al papel de Mary Sue en él.
- Los personajes solo pueden cambiar por intervención de Mary Sue

## Críticas
En el capítulo cuarto de su libro Enterprising Woman, Camille Bacon-Smith establece que "el miedo a crear una Mary Sue puede estar restringiendo o incluso silenciando a algunos escritores".
Smith cita un artículo del fanzine de Star Trek  Archives, identificando la "paranoia de Mary Sue" como una de las posibles causas de la falta de personajes femeninos creíbles y competentes en muchos contextos de ficción contemporáneos. La autora del dicho artículo, Johanna Cantor, entrevista en él a su hermana Edith (editora aficionada), quien dice recibir historias con cartas adjuntas en las que los autores de las dichas historias se disculpan "por haber creado una historia sobre una Mary Sue", aun cuando dichos autores manifiestan no saber lo que es una Mary Sue.
En ClipperCon, 1987 (una convención de fanes celebrada anualmente en Baltimore, Maryland), Smith entrevistó a un cierto número de autoras femeninas, que revelaron no incluir personajes femeninos en sus historias. Una de ellas llegó a decir: "cada vez que intentaba introducir un personaje femenino en una de mis historias, inmediatamente era etiquetada de Mary Sue". Smith también apuntó que," participantes en una mesa redonda celebrada en 1990, remarcaron, con creciente preocupación, que cualquier personaje femenino creado en la comunidad es inmediatamente tachado de Mary Sue.
Algunos autores, sin embargo, han señalado que el personaje de Star Trek James T. Kirk, es en sí mismo, "un Marty Stu", y que la etiqueta parece ser usada más indiscriminadamente en personajes femeninos que no se comportan de acuerdo a lo que marcan los tradicionales estereotipos de sexo, o de acuerdo a lo que los varones esperan de esos personajes. Ann C. Crispin ha señadalo que "el término  Mary Sue constituye una degradación, implicando que un personaje sea sumariamente despachado como un personaje que no es un auténtico personaje, sin importar cuán bien esté caracterizado, su sexo, su pertenencia a una raza o su grado de individualidad".
Un popular objeto de debate señala si el personaje de Rey de la tercera trilogía de Star Wars retrata a una Mary Sue como protagonista. El guionista Max Landis opina que el personaje encaja en la descripción, señalando que Rey es excesivamente dotada en una multitud de habilidades. Contrariamente, Caroline Framke de Vox (sitio web) afirma que Rey no encaja en el perfil de Mary Sue, declarando que "Cualquier habilidad adicional que posee Rey -trabajo mecánico, combate cuerpo a cuerpo, escalar, etc,- son explicados la primera vez que la encontramos... Si no hubiese adquirido esas habilidades posiblemente estaría muerta."  Otros escritores, como Tasha Robinson de The Verge, han defendido la idea de Rey siendo un Mary Sue, declarando que "para las mujeres que se han sentido poco representadas a través de la décadas donde la mayoría de las mujeres en pantalla eran víctimas, objetos, premios, o arpías, es un sentimiento natural de emoción y realización por encima de los personajes como Katniss Everdeen o Imperator Furiosa. Erik Kain en Forbes define Mary Sue y argumenta que las habilidades de Rey no la convierten en una, dado los detalles de su supuesto trasfondo establecido. Con el estreno de la última película de la "Saga de Skywalker", se presume que este trasfondo familiar, más que justificar sus poderes, la acerca mucho más a las características previamente numeradas de la Mary Sue.